# Port lotniczy Hola
Port lotniczy Hola (IATA: HOA, ICAO: HKHO) – port lotniczy położony w Hola, w Kenii.